# Grand Prix de Francfort 2016
La 54e édition du Grand Prix de Francfort a eu lieu le 1er mai 2016. La course fait partie du calendrier UCI Europe Tour 2016 en catégorie 1.HC.
La course a été remportée par le Norvégien Alexander Kristoff (Katusha) qui s'impose lors d'un sprint respectivement devant l'Argentin Maximiliano Richeze (Etixx-Quick Step) et le Irlandais Sam Bennett (Bora-Argon 18).

## Présentation

### Équipes[1]
| WorldTeams (4)- Katusha - Giant-Alpecin - Etixx-Quick Step - AG2R La Mondiale Équipes continentales professionnelles (11)- Bora-Argon 18 - Stölting Service Group - Wanty-Groupe Gobert - Topsport Vlaanderen-Baloise - CCC Sprandi Polkowice - Verva ActiveJet - Roompot-Oranje Peloton - Fortuneo-Vital Concept - Delko-Marseille Provence-KTM - Nippo-Vini Fantini - Southeast-Venezuela Équipes continentales (8)- Crelan-Vastgoedservice - Leopard - Team Sauerland NRW p/b Henley & Partners - Kuota-Lotto - Rad-net Rose - LKT Brandenburg - Stradalli-Bike Aid - Heizomat |
| |

### Classement général[1]
| \| Classement général \| Classement général \| Classement général \| Classement général \| Classement général \| \| Coureur \| Coureur \| Pays \| Équipe \| Temps \| \| ------------------ \| -------------------- \| ------------------ \| --------------------------- \| ------------------ \| \| 1er \| Alexander Kristoff \| Norvège \| Katusha \| 5 h 00 min 02 s \| \| 2e \| Maximiliano Richeze \| Argentine \| Etixx-Quick Step \| + 0 s \| \| 3e \| Sam Bennett \| Irlande \| Bora-Argon 18 \| + 0 s \| \| 4e \| Pieter Vanspeybrouck \| Belgique \| Topsport Vlaanderen-Baloise \| + 0 s \| \| 5e \| Yves Lampaert \| Belgique \| Etixx-Quick Step \| + 0 s \| \| 6e \| Tom Devriendt \| Belgique \| Wanty-Groupe Gobert \| + 0 s \| \| 7e \| Paweł Franczak \| Pologne \| Verva ActiveJet \| + 0 s \| \| 8e \| Maurits Lammertink \| Pays-Bas \| Roompot-Oranje Peloton \| + 0 s \| \| 9e \| Bartłomiej Matysiak \| Pologne \| CCC Sprandi Polkowice \| + 0 s \| \| 10e \| Fabian Wegmann \| Allemagne \| Stölting Service Group \| + 0 s \| |                      |           |                             |                 |
| |                      |           |                             |                 |
| |                      |           |                             |                 |
| Classement général |                      |           |                             |                 |
| Coureur | Coureur              | Pays      | Équipe                      | Temps           |
| 1er | Alexander Kristoff   | Norvège   | Katusha                     | 5 h 00 min 02 s |
| 2e | Maximiliano Richeze  | Argentine | Etixx-Quick Step            | + 0 s           |
| 3e | Sam Bennett          | Irlande   | Bora-Argon 18               | + 0 s           |
| 4e | Pieter Vanspeybrouck | Belgique  | Topsport Vlaanderen-Baloise | + 0 s           |
| 5e | Yves Lampaert        | Belgique  | Etixx-Quick Step            | + 0 s           |
| 6e | Tom Devriendt        | Belgique  | Wanty-Groupe Gobert         | + 0 s           |
| 7e | Paweł Franczak       | Pologne   | Verva ActiveJet             | + 0 s           |
| 8e | Maurits Lammertink   | Pays-Bas  | Roompot-Oranje Peloton      | + 0 s           |
| 9e | Bartłomiej Matysiak  | Pologne   | CCC Sprandi Polkowice       | + 0 s           |
| 10e | Fabian Wegmann       | Allemagne | Stölting Service Group      | + 0 s           |

## UCI Europe Tour
Le Grand Prix de Francfort 2016 est une course faisant partie de l'UCI Europe Tour 2016 en catégorie 1.HC, les 40 meilleurs temps du classement final emporte donc de 200 à 3 points.
| Position | 1er | 2e  | 3e  | 4e  | 5e  | 6e  | 7e  | 8e  | 9e  | 10e | 11e | 12e | 13e | 14e | 15e | 16e | 17e | 18e | 19e | 20e |
| -------- | --- | --- | --- | --- | --- | --- | --- | --- | --- | --- | --- | --- | --- | --- | --- | --- | --- | --- | --- | --- |
| PTS UCI  | 200 | 150 | 125 | 100 | 85  | 70  | 60  | 50  | 40  | 35  | 30  | 25  | 20  | 15  | 10  | 5   | 5   | 5   | 5   | 5   |
| Position | 21e | 22e | 23e | 24e | 25e | 26e | 27e | 28e | 29e | 30e | 31e | 32e | 33e | 34e | 35e | 36e | 37e | 38e | 39e | 40e |
| PTS UCI  | 5   | 5   | 5   | 5   | 5   | 5   | 5   | 5   | 5   | 5   | 3   | 3   | 3   | 3   | 3   | 3   | 3   | 3   | 3   | 3   |